# 탈내셔널리즘
탈민족주의는 민족(Nation)국가로서의 민족적 일체성을 버리고 초국가적이며, 국제적 실제를 상대적으로 중요시 여기는 과정이나 경향의 정치 이념이다, 비록 탈민족주의가 민족주의의 완벽한 반의어로서 사용되지는 않으나, 두 단어는 모두 대조적인 가정과 연관되어있다.
민족 국가와 민족적 정체성이 국가 간, 자기 조직적 또는 초국가적, 세계적 실체 및 지역적 실체에 비해 중요성을 상실하는 과정 또는 추세이다. 탈민족주의가 엄격하게 민족주의의 반의어로 간주되지는 않지만, 탈민족주의가 국제주의적 과정이기 때문에 두 용어와 관련 가정은 정반대이다. 경제적, 정치적, 문화적 요소를 포함하여 포스트 내셔널리즘의 측면에 기여하는 몇 가지 요소가 있다. 경제 요인의 세계화 증가(원자재, 공산품 및 서비스의 국제 무역 확대, 다국적 기업의 중요성 및 금융 시장의 국제화)는 국가 경제에서 글로벌 경제로 강조점을 이동시켰다.
동시에 사회정치적 권력은 부분적으로 국가 당국에서 다국적 기업, 유엔, 유럽연합, 북미자유무역협정(NAFTA), 나토와 같은 초국가적 기구로 이전된다. 또한 미디어 및 엔터테인먼트 산업은 점점 더 글로벌화되고 있으며 초국가적 규모의 트렌드와 의견 형성을 촉진하고 있다. 시민권과 국가적 정체성에 대한 애착이 여전히 중요함에도 불구하고 국가 간 개인 또는 집단의 이주가 탈국가적 정체성과 신념의 형성에 기여한다.

## 같이 보기
- 반세계화 운동
- 디지털 통화
- 세계시민의식
- 정체성 정치
- 월드 와이드 웹
- 시민국민주의